# Leptogenys exigua
Leptogenys exigua är en myrart som först beskrevs av W. C. Crawley 1921.  Leptogenys exigua ingår i släktet Leptogenys och familjen myror. Inga underarter finns listade i Catalogue of Life.